# Anders Helin
Anders Martin Helin, född 9 mars 1931 i Stockholm, död 25 april 2014 i Brännkyrka församling, var en svensk jurist och åklagare.

## Biografi
Anders Helin var son till direktör Martin Helin och Elisabet Larsson. Han blev jur.kand. vid Stockholms universitet 1963 och arbetade sedan som åklagare för att 1965–1966 göra tingstjänstgöring, varpå han 1967 blev kammaråklagare i Stockholm. Helin blev 1967 avdelningsdirektör för Riksåklagarmyndighetens kansli, länsåklagare för speciella mål 1976, kammaråklagare i Stockholm 1980 och chefsåklagare 1983.
Helin var åklagare i två av 1900-talets mest uppmärksammade rättegångar, Palmemordet och styckmordsrättegången.
Helin begravdes på Brämhults kyrkogård.

## Filmografi
- 2005 - Styckmordet (Berättelsen om en rättsskandal)